# ژان فیلیپ فور
ژان فیلیپ فور (انگلیسی: Jean-Philippe Faure؛ زادهٔ ۱۷ نوامبر ۱۹۶۶) بازیکن فوتبال اهل فرانسه است.
از باشگاه‌هایی که در آن بازی کرده‌است می‌توان به باشگاه فوتبال تروا و باشگاه فوتبال سدان اشاره کرد.